# Sinclairia andrieuxii
Sinclairia andrieuxii là một loài thực vật có hoa trong họ Cúc. Loài này được (DC.) H.Rob. & Brettell miêu tả khoa học đầu tiên năm 1974.